# ریکاردو لوبو
ریکاردو لوبو (به پرتغالی: Ricardo Lobo) مهاجم اهل برزیل است که در شهر کمپیناس و در تاریخ ۲۰ مهٔ ۱۹۸۴ به دنیا آمده‌است.
ریکاردو لوبو در تیم‌های فوتبال Guarani سابقهٔ حضور دارد.